# Lima (distrito)
Lima é um dos quarenta e três distritos que formam a Província de Lima, na zona central do Peru.
Prefeito: Jorge Muñoz (AP) (2019-2022)

## Geminações
- Miami, Flórida, Estados Unidos [1]

## Transporte
O distrito de Lima é servido pela seguinte rodovia:
- PE-1N, que liga o distrito à cidade de Aguas Verdes (Região de Tumbes - Ponte Huaquillas/Aguas Verdes (Fronteira Equador-Peru) - e a rodovia equatoriana E50
- PE-1S, que liga o distrito à cidade de Tacna (Região de Tacna - Posto La Concordia (Fronteira Chile-Peru) - e a rodovia chilena Ruta CH-5 (Rodovia Pan-Americana)[2][3][4]

Também é servido pelo Metrô de Lima (estações Presbítero Maestro e Miguel Grau